# Perilissus semifulvator
Perilissus semifulvator är en stekelart som beskrevs av Morley 1926. Perilissus semifulvator ingår i släktet Perilissus och familjen brokparasitsteklar. Inga underarter finns listade i Catalogue of Life.